# Tadeusz Pluciński
Tadeusz Leszek Pluciński (ur. 25 września 1926 w Łodzi, zm. 23 kwietnia 2019 w Konstancinie-Jeziornie) – polski aktor filmowy, teatralny i radiowy, artysta estradowy, najczęściej obsadzany w rolach amantów.

## Życiorys

### Młodość
Urodził się w Łodzi jako syn Austriaczki Eugenii Olszewskiej i Władysława Plucińskiego, kierownika Wydziału Kultury i Oświaty w łódzkim magistracie. Po ukończeniu publicznej szkoły powszechnej, naukę kontynuował w Miejskim Gimnazjum Męskim im. Józefa Piłsudskiego. Należał do harcerstwa. Jego rodzice rozwiedli się już podczas II wojny światowej przez romanse ojca. Pluciński mieszkał na zmianę u matki w Żakowicach i w Koluszkach u ojca, który pracował jako zawiadowca stacji. Pluciński działał przeciwko okupantowi, razem z matką pomagał w ucieczce Żydom. Uczęszczał do szkoły handlowej w Warszawie, gdzie uczył się potajemnie towaroznawstwa i pisania na maszynie. Mając 17 lat utrzymywał się głównie z produkcji bimbru. Do końca wojny przebywał u matki w Żakowicach. Po konflikcie stracili letni domek i powrócili do Łodzi. Po wojnie matka wyjechała z córką Mirą do Monachium, a Tadeusz Pluciński został z ojcem. Wbrew woli ojca rozpoczął studia prawnicze. Na peronie w Koluszkach, gdy jechał pociągiem do Łodzi, poznał Alinę Janowską, wówczas tancerkę w łódzkim Teatrze Gong, gdzie Edward Dziewoński namówił go do zmiany szkoły. Ostatecznie w 1949 ukończył studia w PWST w Warszawie (z siedzibą w Łodzi), gdzie jego wykładowcami byli: Erwin Axer, Leon Schiller, Aleksander Zelwerowicz, Jacek Woszczerowicz i Józef Węgrzyn.

### Kariera teatralna
Jeszcze podczas nauki, w 1947, zadebiutował w roli Leandra we Franciszka Zabłockiego Fircyk w zalotach w reżyserii Zofii Modrzewskiej u boku Bogdana Baera i Gustawa Lutkiewicza na scenie łódzkiego Teatru Powszechnego filii Teatru Wojska Polskiego, gdzie grał potem anioła w Igraszkach z diabłem Jana Drdy w reż. Leona Schillera (1948), gońca w szekspirowskim Otellu w reż. Henryka Szletyńskiego (1948), służącego w Zięciu pana Poirier Émile’a Augiera i Juliusza Sandeau w reż. Leona Pietraszkiewicza (1949) oraz Iwana Turkienina i pułkownika w Młodej Gwardii Aleksandra Fadiejewa w reż. Ludwika René (1949). Następnie pracował w Teatrze Polskim we Wrocławiu (1948–1950), gdzie był asystentem reżysera Stanisława Bugajskiego podczas prób do sztuki Leonida Malugina Starzy przyjaciele, a także wystąpił w Henryku VI na łowach Wojciecha Bogusławskiego w reż. Maryny Broniewskiej (1950) jako Lurwell i Głosie Ameryki Borisa Ławreniowa w reż. Zbigniewa Skowrońskiego jako O’Leary i żołnierz. Później związał się z Teatrem Dramatycznym w Poznaniu (1950–1953), w którym grał w spektaklach: Igraszki trafu i miłości Pierre’a de Marivaux w reż. Jerzego Zegalskiego jako Paskin (1950), Wodewil warszawski Zdzisława Gozdawy i Wacława Stępnia w reż. Artura Kwiatkowskiego w roli inżyniera (1951), Ruchome piaski Piotra Choynowskiego w reż. Jerzego Zegalskiego jako Władek (1952), Król i aktor Romana Brandstaettera w reż. Adama Hanuszkiewicza jako książę Józef Poniatowski (1952), Tajna wojna Włodzimierza Michajłowa i Lwa Samojłowa w reż. Jerzego Zegalskiego jako Dymitr Jakowlewicz Kazin (1952), Bancroftowie Jerzego Broszkiewicza i Gustawa Gottesmana w reż. Włodzisława Ziembińskiego w roli Henry’ego (1952) oraz Trzydzieści srebrników Howarda Fasta w reż. Jerzego Zegalskiego jako David Graham (1953).

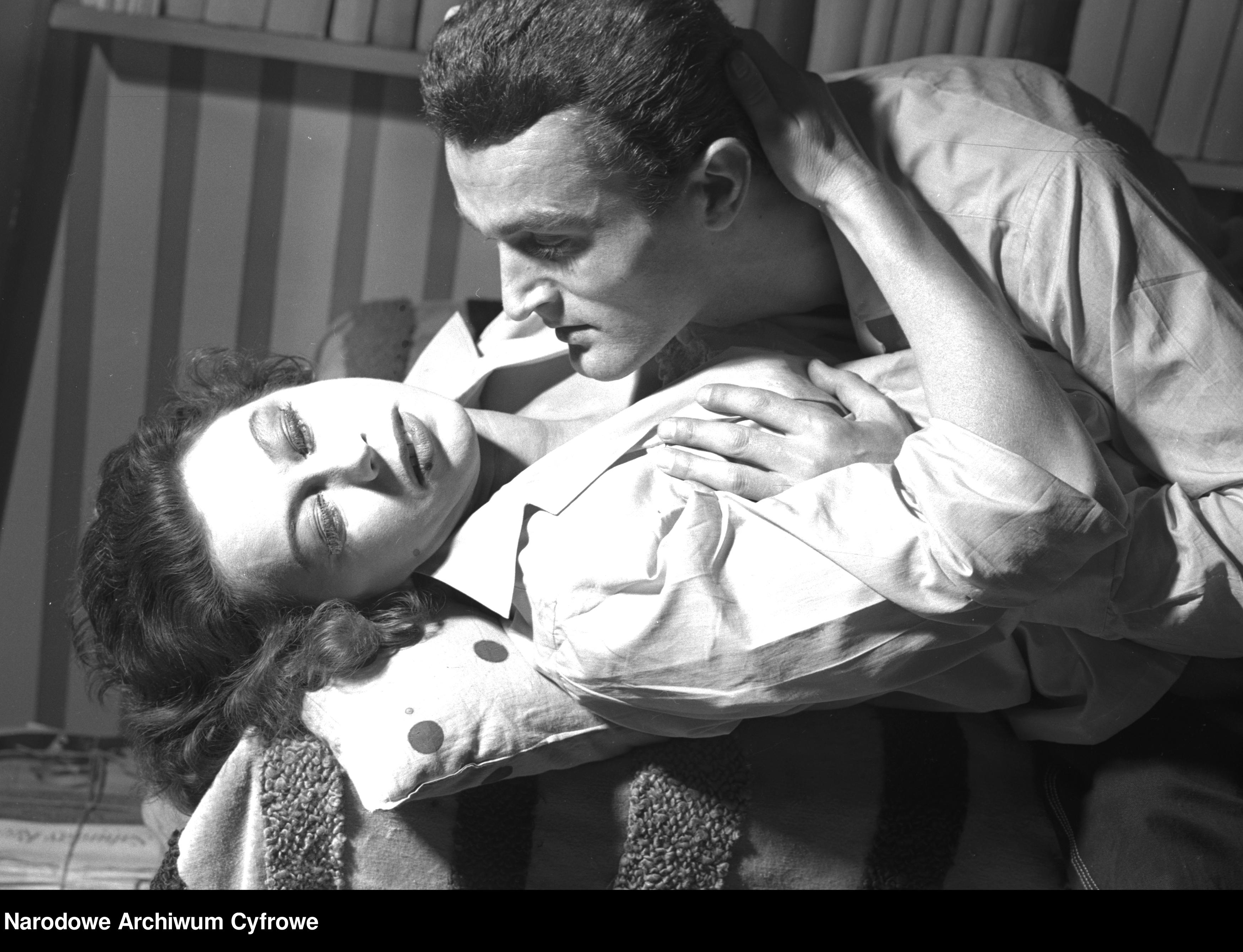
Tadeusz Pluciński w sztuce Miłość i gniew, Teatr Ateneum w Warszawie, 1957

W Praskim Teatrze Ludowym (1953–1956) przy Szwedzkiej 4 na Nowej Pradze grał Valeria w Młynie Lope de Vegi w reż. Marii Broniewskiej i Władysława Hańczy (1954), Pawła Brzóskę w Gdzie ta ulica? Gdzie ten dom? Włodzimierza Dychawicznego i Michała Słobodskoja w reż. Artura Kwiatkowskiego (1954), Tomasza w Marchołcie Romana Brandstaettera w reż. Władysława Hańczy (1955), Kubę w Kocie w butach Zenona Laurentowskiego w reż. Barbary Fijewskiej i Konrada Swinarskiego (1955), Bukańskiego i Przełęckiego w Uciekła mi przepióreczka Stefana Żeromskiego w reż. Ireny Grywińskiej (1956). W Teatrze Ateneum (1956–1958) u Janusza Warmińskiego wystąpił m.in. w roli Freda Valorina w Ich głowach Marcela Aymé w reż. Zdzisława Tobiasza (1956), jako Torup w Lecie Tadeusza Rittnera w reż. Maryny Broniewskiej (1957) i jako Pablo w Tramwaju zwanym pożądaniem Tennessee Williamsa w reż. Janusza Warmińskiego (1958) z Aleksandrą Śląską. W Teatrze Współczesnym (1958–1964) u Erwina Axera został obsadzony m.in. w roli Macheatha, zwanego Mackie Majcherem w Operze za trzy grosze Brechta w reż. Konrada Swinarskiego (1958) i Pawła w Pierwszym dniu wolności Leona Kruczkowskiego w reż. Erwina Axera (1959). W Teatrze Polskim (1964–1975) wystąpił m.in. w roli Rileya w Harfie traw Trumana Capote (1963) i Kostryna w Balladynie Juliusza Słowackiego w reż. Władysława Krzemińskiego (1965), Stachonia w Derbach w pałacu Abramowa w reż. Ludwika René (1966), zbójnika Łamagę w Na szkle malowane Ernesta Brylla w reż. Augusta Kowalczyka (1970) i Gila w Paradach hr. Potockiego w reż. Lecha Wojciechowskiego (1972). Kolejne lata spędził na scenie warszawskiego Teatru Syrena (1975–1991).

### Kariera ekranowa
Po raz pierwszy trafił na ekran w epizodycznej roli żołnierza niemieckiego w dramacie Wandy Jakubowskiej Ostatni etap (1947). Był obsadzany przede wszystkim w rolach drugoplanowych, często komediowych, którym zawdzięcza rozpoznawalność, w tym jako malarz, przyjaciel Wolskiego (Jerzy Duszyński) w dramacie historycznym Jana Rybkowskiego Warszawska premiera (1950), kapral Bronisław Grudziński, dowódca wartowni nr 2 w dramacie wojennym Stanisława Różewicza Westerplatte (1967), kapitan Roberts w serialu Stawka większa niż życie (1967), bliźniacy – pilot, narzeczony Moniki (Aleksandra Zawieruszanka) i jej wielbiciel w serialu Podróż za jeden uśmiech (1972), „stały bywalec” w kawiarni  w serialu Jerzego Gruzy Czterdziestolatek (1974) i minister Jaszuński w serialu Kariera Nikodema Dyzmy (1980), a także w Hydrozagadce Andrzeja Kondratiuka (1970) w scenie z Ewą Szykulską ze słynnym zdaniem „Zdejm kapelusz” i Dzięciole Jerzego Gruzy (1970) oraz w kultowych komediach Stanisława Barei:  Poszukiwany, poszukiwana (1972), Brunet wieczorową porą (1976), Co mi zrobisz, jak mnie złapiesz (1978) i serialu Alternatywy 4 (1983).
Brał udział w realizacjach Teatru Telewizji, w tym w roli Brakusa w adaptacji Spartakusa Howarda Fasta (1955) w reż. Władysława Sheybala, Teatru Sensacji, m.in. w Każę aktorom powtórzyć morderstwo (1959) w reż. Józefa Słotwińskiego, oraz Teatru Telewizji TVP dla najmłodszych widzów w Bajkach pana Perrault w reż. Anette Olsen i Jerzego Sztwiertni – jako dobosz w Śpiącej królewnie (1974), wilk w Czerwonym Kapturku (1975) i kot w Kocie w butach (1976).

## Życie prywatne

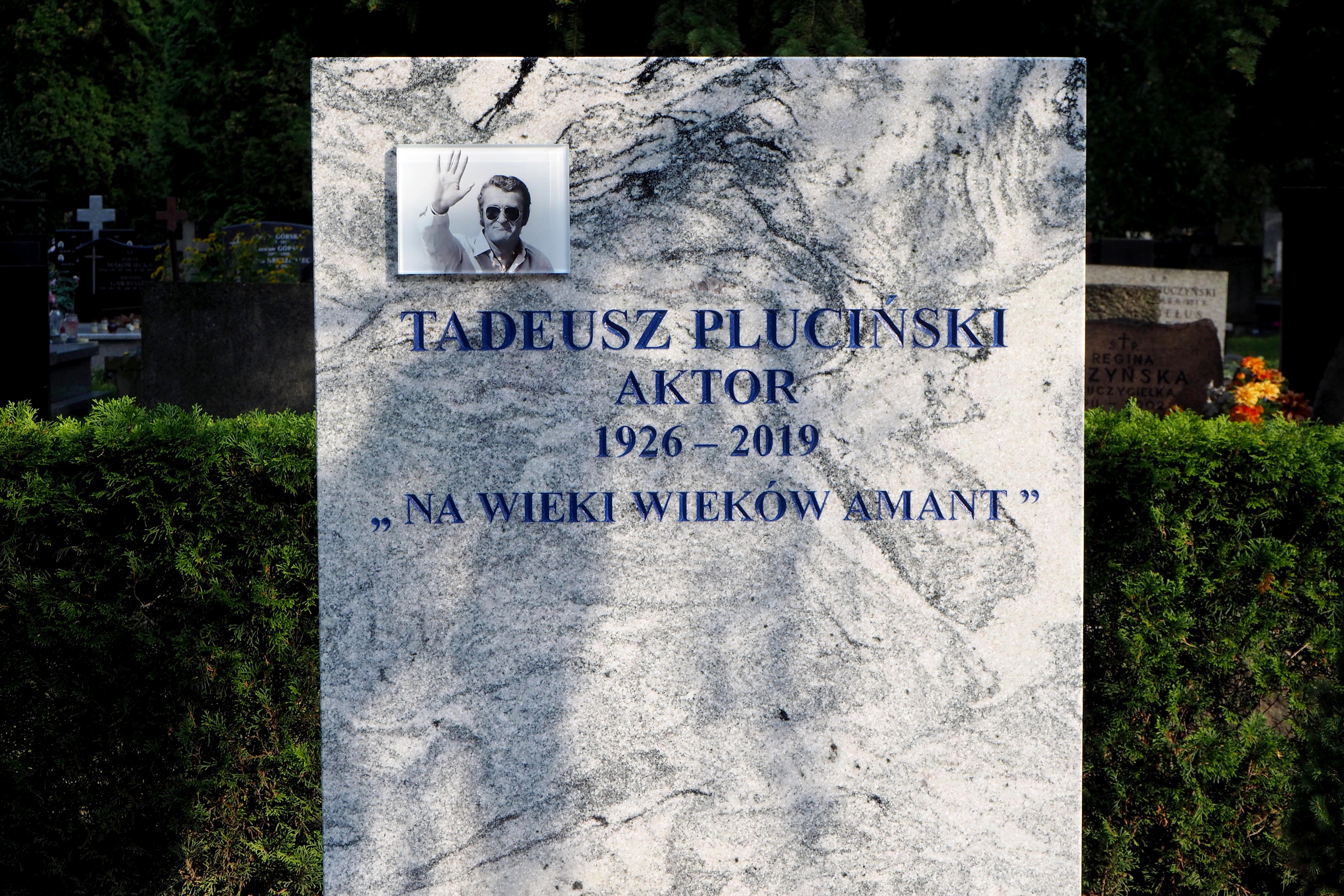
Grób Tadeusza Plucińskiego na Cmentarzu Wojskowym na Powązkach w Warszawie

Był czterokrotnie żonaty i rozwiedziony. Związki Plucińskiego szybko się rozpadały, gdyż nie potrafił zbyt długo wytrwać w monogamii. Witold Sadowy napisał o nim, że był potocznie postrzegany jako uwodziciel, a nawet erotoman. Pluciński po raz pierwszy uprawiał seks w wieku 13 lat z matką kolegi. Jego pierwszą żoną była śpiewaczka operowa Bożena Brun-Barańska. Po czterech latach wskutek zdrad Plucińskiego związek się rozpadł. Drugie małżeństwo z aktorką Iloną Stawińską zakończył się przez łącznie pięcioletni romans aktora z Kaliną Jędrusik, ówczesną żoną pisarza Stanisława Dygata. Po raz trzeci ożenił się z tancerką Krystyną Mazurówną. O zakończeniu związku ostatecznie zadecydowała jego odmowa wyjazdu do Francji. W 1974 poślubił aktorkę Jolantę Wołłejko, z którą miał dwóch synów, Pawła (ur. 1970) i Piotra (ur. 1975). Po 20 latach przez romanse Plucińskiego doszło do rozwodu. Po rozwodzie jeden z synów zamieszkał z matką, a drugi z ojcem. W 2014 opowiedział o swoim życiu w wywiadzie z Magdaleną Adaszewską, wydanym w książce Na wieki wieków amant.

## Śmierć i pogrzeb
W 2017 zamieszkał w Domu Artystów Weteranów Scen Polskich im. Wojciecha Bogusławskiego w Skolimowie. Tam też zmarł 23 kwietnia 2019 w wieku 92 lat. 13 maja 2019 został pochowany w Alei Zasłużonych na Cmentarzu Wojskowym na Powązkach (kwatera G, rząd TUJE, grób 45).

## Filmografia
| Filmy fabularne     |                                  |                                     |                                                                                      |
| Rok                 | Tytuł                            | Reżyser                             | Rola                                                                                 |
| 1947                | Ostatni etap                     | Wanda Jakubowska                    | żołnierz niemiecki depczący lalkę na rampie                                          |
| 1950                | Warszawska premiera              | Jan Rybkowski                       | malarz, przyjaciel Wolskiego                                                         |
| 1953                | Żołnierz zwycięstwa              | Wanda Jakubowska                    | Józef, adiutant Świerczewskiego w Hiszpanii                                          |
| 1955                | Zaczarowany rower                | Silik Sternheld                     | kapitan drużyny węgierskiej                                                          |
| 1955                | Podhale w ogniu                  | Jan Batory, Henryk Hechtkopf        | dowódca dragonów biskupa Gembickiego                                                 |
| 1958                | Kalosze szczęścia                | Antoni Bohdziewicz                  | fałszywy Amerykanin w Rzymie                                                         |
| 1959                | Tysiąc talarów                   | Stanisław Wohl                      | ksiądz                                                                               |
| 1960                | Szczęściarz Antoni               | Halina Bielińska, Włodzimierz Haupe | waluciarz na bazarze                                                                 |
| 1961                | Zuzanna i chłopcy                | Stanisław Możdżeński                | Karol Małecki                                                                        |
| 1961                | Wyrok                            | Jerzy Passendorfer                  | porucznik MO                                                                         |
| 1962                | Jak być kochaną                  | Wojciech Jerzy Has                  | Niemiec przesłuchujący aktorów w kawiarni                                            |
| 1963                | Skąpani w ogniu                  | Jerzy Passendorfer                  | Leszczyński                                                                          |
| 1963                | Przygoda noworoczna              | Stanisław Wohl                      | partner blondynki                                                                    |
| 1963                | Pamiętnik pani Hanki             | Stanisław Lenartowicz               | Robert Tonnor                                                                        |
| 1964                | Upał                             | Kazimierz Kutz                      | mężczyzna chodzący za Grzanką                                                        |
| 1965                | Sposób bycia                     | Jan Rybkowski                       | Marian-Janusz "Kozak", opiekun Bożenki                                               |
| 1965                | Sobótki                          | Paweł Komorowski                    | chłopak Jadwigi                                                                      |
| 1966                | Piekło i niebo                   | Stanisław Różewicz                  | diabeł stróż dziadka                                                                 |
| 1967                | Westerplatte                     | Stanisław Różewicz                  | kapral Bronisław Grudziński                                                          |
| 1967                | Cyrograf dojrzałości             | Jan Łomnicki                        | kierowca                                                                             |
| 1968                | Tabliczka marzenia               | Zbigniew Chmielewski                | wspólnik sąsiada                                                                     |
| 1968                | Przekładaniec                    | Andrzej Wajda                       | pastor z kobiecym głosem; rola dubbingowana przez Barbarę Krafftównę                 |
| 1968                | Mistrz tańca                     | Jerzy Gruza                         | ksiądz                                                                               |
| 1969                | Szkice warszawskie               | Henryk Kluba                        | uczestnik giełdy samochodowej                                                        |
| 1970                | Pejzaż z bohaterem               | Włodzimierz Haupe                   | Majewski, nauczyciel w miasteczku                                                    |
| 1970                | Hydrozagadka                     | Andrzej Kondratiuk                  | pan Jurek, brunet z samochodem                                                       |
| 1970                | Dzięcioł                         | Jerzy Gruza                         | trener Miśki                                                                         |
| 1971                | Niebieskie jak Morze Czarne      | Jerzy Ziarnik                       | dyrektor przedsiębiorstwa produkującego kąpielówki występujący w telewizji           |
| 1971                | Diament radży                    | Sylwester Chęciński                 | Charlie Pendragon, brat lady Vandeleur                                               |
| 1972                | Poszukiwany, poszukiwana         | Stanisław Bareja                    | trener miotaczek                                                                     |
| 1973                | Brzydkie kaczątko                | Tomasz Zygadło                      | pilot Staszek                                                                        |
| 1974                | Urodziny Matyldy                 | Jerzy Stefan Stawiński              |                                                                                      |
| 1975                | Dostojeństwo rodzinnego domu     | Zbigniew Rebzda                     | Krzysztof, ojciec Beaty                                                              |
| 1975                | Dulscy                           | Jan Rybkowski                       | oficer bawiący się z Matyldą Strumf                                                  |
| 1976                | Brunet wieczorową porą           | Stanisław Bareja                    | kierownik restauracji                                                                |
| 1977                | Sam na sam                       | Andrzej Kostenko                    | lekarz okulista                                                                      |
| 1978                | The Water Babies                 | Lionel Jeffries                     | Majster, kompan Grimesa                                                              |
| 1978                | Co mi zrobisz, jak mnie złapiesz | Stanisław Bareja                    | inżynier Henryk Kwaśniewski, pracownik "Pol-Pimu"                                    |
| 1979                | Zielone lata                     | Stanisław Jędryka                   | oficer SS                                                                            |
| 1979                | Sekret Enigmy                    | Roman Wionczek                      | inżynier Antoni Palluth                                                              |
| 1980                | Krach Operacji Terror            | Anatolij Bobrowski                  | rozmówca Sawinkowa w warszawskich kasynie                                            |
| 1980                | Dziewczyna i chłopak             | Stanisław Loth                      | komendant straży pożarnej                                                            |
| 1981                | Fik – Mik                        | Marek Nowicki                       | kierowca ministra                                                                    |
| 1985                | Sprawa hrabiego Rottera          | Mariusz Malinowski                  |                                                                                      |
| 1985                | Menedżer                         | Ryszard Rydzewski                   | Julian, mąż Iwony                                                                    |
| 2004                | Tulipany                         | Jacek Borcuch                       | Lolo                                                                                 |
| Seriale telewizyjne |                                  |                                     |                                                                                      |
| Rok                 | Tytuł                            | Reżyser                             | Rola                                                                                 |
| 1968                | Stawka większa niż życie         | Janusz Morgenstern, Andrzej Konic   | kapitan Roberts (odc. 18)                                                            |
| 1969                | Do przerwy 0:1                   | Stanisław Jędryka                   | kierowca mercedesa podwożący "Paragona" (odc. 6)                                     |
| 1971                | Podróż za jeden uśmiech          | Stanisław Jędryka                   | 2 role: bliźniacy, narzeczony Moniki i jej wielbiciel (odc. 6)                       |
| 1973                | Stawiam na Tolka Banana          | Stanisław Jędryka                   | "reżyser", szef szajki "filmowców" (odc. 2)                                          |
| 1973                | Czarne chmury                    | Andrzej Konic                       | Walery, przywódca bandytów (odc. 8/WILCZE DOŁY)                                      |
| 1975                | Czterdziestolatek                | Jerzy Gruza                         | "stały bywalec" w kawiarni (odc. 8)                                                  |
| 1977                | Dziewczyna i chłopak             | Stanisław Loth                      | komendant straży pożarnej (odc. 6)                                                   |
| 1978                | Życie na gorąco                  | Andrzej Konic                       | Lazzare Camerini, prezes American Hotel Incorporation (odc. 6)                       |
| 1978                | Zielona miłość                   | Stanisław Jędryka                   | kierowca (odc. 2)                                                                    |
| 1979                | Tajemnica Enigmy                 | Roman Wionczek                      | inżynier Antoni Palluth                                                              |
| 1979                | Buddenbrooks                     | Franz Peter Wirth                   | członek Komitetu Obywatelskiego                                                      |
| 1980                | Kariera Nikodema Dyzmy           | Jan Rybkowski, Marek Nowicki        | Jaszuński, minister rolnictwa                                                        |
| 1983                | Alternatywy 4                    | Stanisław Bareja                    | dyrektor elektrowni (odc. 5)                                                         |
| 1985                | Zamach stanu                     | Ryszard Filipski                    | generał na przyjęciu rocznicowym (odc. 2)                                            |
| 1999                | Palce lizać                      | Michał Kwieciński                   | Zadurski (odc. 8)                                                                    |
| 2000                | Sukces                           | Andrzej Kostenko                    | Tadeusz Pluć, tłumacz języka francuskiego                                            |
| 2000–2001           | Adam i Ewa                       | różni                               | Jan "Dudek" Dudziński, dawny przyjaciel Karola Laudańskiego i rodziny Rozdrażewskich |
| 2001                | Lokatorzy                        | różni                               | Hubert Miłobędzki, wuj Jacka (odc. 42)                                               |
| 2003                | Na Wspólnej                      | różni                               | właściciel baru                                                                      |
| 2004                | Dziupla Cezara                   | Wojciech Adamczyk                   | Józef Holtzman, prezes "Texas Burger", ojciec Edwarda (odc. 12)                      |
| 2005                | Niania                           | Jerzy Bogajewicz                    | Tadeusz Wiśniewski, mąż Anki (odc. 19)                                               |
| 2005                | Anioł Stróż                      | Filip Zylber                        | lekarz (odc. 7)                                                                      |
| 2006–2007           | Kopciuszek                       | różni                               | Bogdan Kowalczyk                                                                     |
| 2007                | Pitbull                          | różni                               | Feliks Niedziałek (odc. 13)                                                          |
| 2008–2009           | Na dobre i na złe                | różni                               | Wójcik senior, ojciec doktora                                                        |
| 2013                | Ojciec Mateusz                   | różni                               | Antoni Pożar, pensjonariusz domu opieki (odc. 125)                                   |
| Polski dubbing      |                                  |                                     |                                                                                      |
| Rok                 | Tytuł                            | Reżyser oryginalnej wersji          | Rola                                                                                 |
| 1959                | Anatomia morderstwa              | Otto Preminger                      | Paquette                                                                             |
| 1963                | Ikaria XB 1                      | Jindřich Polák                      |                                                                                      |
| 1971                | Królowa Elżbieta                 | różni                               | Książę Filip                                                                         |

## Odznaczenia
- Krzyż Kawalerski Orderu Odrodzenia Polski (1985)
- Złoty Krzyż Zasługi (1978)
- Medal 40-lecia Polski Ludowej (1986)
- Srebrny Medal „Zasłużony Kulturze Gloria Artis” (2007)[16]
- Odznaka „Zasłużony Działacz Kultury” (1978)